# فوخت
فوخت Vught  بلدية وبلدة بمقاطعة شمال برابنت، جنوبي هولندا.

## طوبوغرافيا
خريطة طوبوغرافية هولندية لبلدية فوخت، يونيو 2015، (تقرأ بعد ثلاث نقرات على الخريطة).

## توأمة
لفوخت اتفاقيات توأمة مع:
- أورانينبورغ

## أعلام
- تون أوبرينسين
- كوين فان دي لاك